# Уислър
Уислър (на английски: Whistler) е курортен град в Канада, провинция Британска Колумбия.
По време на Олимпиадата във Ванкувър през 2010 г. в Уислър се провеждат състезанията по ски алпийски дисциплини, ски северни дисциплини, спортни шейни, скелетон и бобслей. В Уислър има и олимпийско село, с капацитет 2400 състезатели.
Населението на града по преброяване от 2016 г. е 11 854 жители.